# Sühne
Als Sühne werden im Kontext einer Religion Handlungen bezeichnet, durch die Einzelne oder Gruppen religiöse „Vergehen“ (Sünden) im Verhältnis zu einem Gott und/oder zu Angehörigen der eigenen Religion auszugleichen suchen. Die Religionswissenschaft definiert Sühne allgemein als rituelle „Entstörungs- oder Korrekturhandlung“, die die Heilung eines gestörten Gottesverhältnisses ermöglichen oder herbeiführen soll. Dazu können auch kultische Opfer gehören. Als Entsühnung wird das Befreien von Schuld durch Sühne bezeichnet, als Entsühner Personen, die durch Opfer und andere rituelle Handlungen eine Befleckung zu tilgen suchten.
Im Rechtskontext wird eine Handlung als Sühne bezeichnet, durch die ein Mensch eine von ihm begangene Schuld oder ein Unrecht anerkennt und ausgleicht, um den verursachten Streit beizulegen oder den Schaden zu beheben. Die deutsche Umgangssprache verwendet die Ausdrücke „Sühne“, „Strafe“ und „Buße“ weitgehend synonym.
Das Wort „Sühne“ und das zugehörige Verb „sühnen“ stammen etymologisch vom althochdeutschen Wort suona für „Gericht, Urteil, Gerichtsverhandlung, Friedensschluss“. Der Wortstamm von „Sühne“, „sühnen“ oder „versühnen“ ist mit „Versöhnung“ und „versöhnen“ verwandt. Davon abgeleitet ist das mittelhochdeutsche Wort Mutsühne.

## Religionskontext

### Griechisch-Römische Antike
Sühnende Opfer waren in Kulten der Antike keine menschliche Ausgleichsleistung nach einem Urteil. Vielmehr verstand man Opferriten als Angebot der Gottheit(en) zur Reinigung oder Beseitigung von menschlicher Schuld, auch zur Ersetzung des verwirkten Lebens durch Übertragen der Schuld auf ein Opfertier. Der Handel mit Opfergaben, die Marktschreier als Lösen und Heilen von Unrechttaten anpriesen, stieß bei griechischen Philosophen seit Heraklit auf eine frühe Religionskritik: Opfer könnten den Missbrauch erlauben, sich von Unrecht freizukaufen und die Götter zu bestechen zu versuchen. Opfer als Mittel, auf die Götter einzuwirken und sich ihre Gunst zu erkaufen, wurden also in der Antike als falsche, abzuweisende Form von Sühne verstanden. Vielmehr gaben Opferkulte dem Aussprechen und Eingestehen von Schuld und dem Appell an die Gottheit, Strafe zu erlassen, einen Rahmen, ohne diesen göttlichen  Schulderlass direkt herbeizuführen.
Menschenopfer wurden in der griechisch-römischen Antike in Notsituationen als Ausstoßen von Menschen in eine mörderische Situation praktiziert, um eine Gemeinschaft vor dem befürchteten Zorn der Götter zu retten. Diese Riten wurden Pharmakos („heilend“) genannt. Sie sind etwa bei Athenaios (13,602c), Ovid (Ibis 467f.), Caesar (Bellum Gallicum 6,16), Vergil (Aen. 3,57), Plutarch (mor.171C-E) und anderen überliefert. Selbstopfer gab es vor allem im Kontext des heldenhaften „Sterbens für das Vaterland“ (seit Horaz, mit Sühnemotiven bei Titus Livius). Der römische Dichter Marcus Annaeus Lucanus beschrieb den Heldentod seiner Leitfigur Cato Uticiensis mit den Worten: „Dieses Blut löse die Völker aus, durch diesen gewaltsamen Tod werde gebüßt, was immer die römischen Sitten zu erleiden / bezahlen verdient haben“.

### Judentum
Im Tanach, der Bibel des Judentums, wird der hebräische Wortstamm kpr meist mit „sühnen“, „versühnen“, „versöhnen“ / „Versöhnung“ übersetzt. Als Beispiele nennt das Wörterbuch Gesenius etwa Gen 32,21 , wo Jakob über seinen Bruder Esau sagt: „Ich will günstig stimmen (wörtl. versühnen) sein Angesicht mit dem Geschenk, gehend vor mir.“ In Ps 78,38  heißt es über JHWH: „Und er ist barmherzig, er vergibt (wörtl. versöhnt) ein Vergehen und nicht vernichtet er.“ Lev 16,17  gebietet das Ritual des Hohepriesters im Jerusalemer Tempel am jährlichen Jom Kippur (Versöhnungstag):

„Und ein jeder soll nicht im Zelt der Zusammenkunft sein, bei seinem [scil. Aarons/des Hohepriesters] Hineingehen zur Sühnehandlung (wörtl. zu versöhnen) im Heiligtum bis zu seinem Herausgehen. Und er wirkte Sühnung für sich (wörtl. er soll versöhnen für sich), und für sein Haus und für die gesamte Versammlung Israels (Jisra’el).“

Das Wortfeld kpr bezeichnet also im Tanach immer ein auf „Versöhnung“ zielendes Handeln. Im kultischen Kontext kann die menschliche Sühneleistung (das Opfer) diese Versöhnung jedoch nie direkt herbeiführen oder erzwingen. Versöhnung mit Gott als Ziel des Opfers ist und bleibt Gottes freier Entschluss. Darum sind die biblischen Opfer nicht auf Besänftigen eines göttlichen Zorns angelegt.
Im biblischen Judentum sind Sühneriten Bitten an Gott, eine an sich als verdient angesehene Strafe zu erlassen, indem man die eigene Schuld eingesteht und zur Umkehr bereit ist. Dabei bleibt Gott frei, Versöhnung zu gewähren oder zu verweigern. Gott ist nicht auf eine „Ersatzleistung“ angewiesen, um die Schuld vergeben zu können. Diesen Unterschied zu nichtjüdischen Kulten und zur germanischen Rechtstradition haben Vertreter des deutschen Judentums in ihren Bibelübersetzungen sprachlich zu berücksichtigen versucht.
Die Tora gebietet verschiedene Tieropfer. Unabsichtliche Vergehen sollten durch „Sündopfer“ (hebr. Chattat), grobe vorsätzliche Vergehen durch „Schuldopfer“ (hebr. Ascham) gesühnt werden. Welcher Aspekt des Opfers die Sühne bewirkt, führen die jeweiligen Gebote nicht aus. Umstritten ist vor allem, ob das Opfertier (etwa der Sündenbock nach Lev 16,21 ) auch stellvertretend für den oder die opfernden Menschen getötet wurde, die eigentlich den Tod verdient hätten.
Der Alttestamentler Hartmut Gese führt dafür Lev 1,4  an: Dort wird jedem Israeliten das Handauflegen bei der Schlachtung des Opfertieres geboten. Gese deutet diese Geste als Identifikation des Opfernden mit dem Opfertier und Übertragung seiner Sünden auf das Tier, das dann die ihm zustehende Todesstrafe übernimmt und erleidet. Gese verweist ferner auf Lev 17,11 :

„Denn das Leben des Fleisches ist im Blut. Und ich selbst habe es für euch auf den Altar gegeben, um für euer Leben Versöhnung zu erwirken; denn das Blut ist es, das durch Leben Versöhnung erwirkt.“

Dies sei nur so zu verstehen, dass das Tierblut das Sühnemittel sei, weil das Tier anstelle des Menschen sterbe. Dagegen wandte der Alttestamentler Walther Eichrodt ein:
- Das Opfertier sollte heilig und fehlerlos sein, wäre aber durch Sündenübertragung unrein geworden.
- Nach Lev 1,4 durfte der Sünder, nicht der Hohepriester, das Opfertier wählen und die Schlachtung ausführen. Das dort behandelte Opfer lässt sich also nicht mit Schuldopfern am Tempel verbinden.
- Mittellose Israeliten durften Mehl anstelle von Tieren opfern. Darauf konnte man keine Sünden übertragen und Mehl konnte man nicht töten.
- Tieropfer konnten keine todeswürdigen Vergehen sühnen.
- Lev 17,11 begründet im Kontext das allgemeine Verbot, Blut zu genießen: Weil Gott alles Leben geschaffen hat, gehört das Blut als Sitz der Lebenskraft ihm allein und wird dem Menschen nicht zum Essen, nur zum Opfern ausnahmsweise zur Verfügung gestellt.

Ob die oder einige der biblischen Opferarten Sühne als personale Stellvertretung verstehen, lässt sich biblischen Opfergeboten daher nicht eindeutig entnehmen.
Von kpr abgeleitet ist auch das hebräische Nomen kaporät: Dieses bezeichnet im Tanach die Deckplatte der Bundeslade als Ort der unmittelbaren Gegenwart Gottes (Ex 25,17-22). Diese Bedeckung sollte der Hohepriester am Jom Kippur mit dem Blut des Opfertieres besprengen, um sich, den Opferaltar und die Israeliten zu reinigen (Lev 16,2.13-15). Die Septuaginta (abgekürzt LXX, um 250 v. Chr.) übersetzte kaporät mit dem substantivierten griechischen Adjektiv hilastärion („Sühneort“, „Sühnemittel“). In 4Makk 17,21 und anderen vor- und nachchristlichen jüdischen Texten bezeichnet hilastärion allgemein „ein Versöhnendes oder Sühnendes, ein Versöhnungs- oder Sühnungsmittel“.
Menschenopfer werden in der Tora streng verboten (Lev 18,21-30 ; 20,1-5 ) und durch Tieropfer ersetzt (Bindung Isaaks, Gen 22,1-19 ). Eine Sühne durch menschliches Blut war damit ausgeschlossen. Jedoch erlebten Juden in der Makkabäer-Zeit (~160–63 v. Chr.) eine akute Verfolgung ihrer Religion, bei der gerade jene, die die Tora befolgten und verteidigten, gewaltsam getötet wurden. Aus dieser Erfahrung entwickelten sie eine vielfältige Märtyrer-Theologie. So betet Asarja, einer der Freunde Daniels, angesichts seines nahen Todes laut Dan 3,40:

„Wie Brandopfer und Schlachtopfer von Widdern und Stieren und wie Tausende fetter Lämmer, so möge das Hinschlachten von uns heute zum Wohlgefallen vor dir werden, damit nicht schmählich zugrundegehen alle, die dich bekennen!“

In 2 Makk 7,18.32  bekennen die gefolterten toratreuen Söhne einer Israelitin dem Fremdherrscher ihre Hoffnung auf Auferstehung:

„Lass dich nicht für nichts täuschen! Denn wir sind selbst schuld an unserem Leid, weil wir gegen unseren Gott gesündigt haben. […] Denn wir leiden nur, weil wir gesündigt haben. Wenn auch der lebendige Herr eine kurze Zeit lang zornig auf uns ist, um uns durch Strafen zu erziehen, so wird er sich doch mit seinen Dienern wieder versöhnen.“

Hier wurde erstmals im Judentum erwartet, dass der Tod eines gerechten Juden seine Sünden sühnt (nicht die anderer), so dass Gott ihn auferwecken werde. Doch kultische Ausdrücke dafür wurden vermieden. Erst im vierten Makkabäerbuch (um 100 n. Chr.), das nicht in den Bibelkanon des Tanach aufgenommen wurde, bittet der als kultisch rein vorgestellte Priester Eleasar Gott (4 Makk 6,29f.):

„Sei gnädig deinem Volke. Lass dir an unserer Bestrafung genügen, die wir für sie auf uns nehmen. Zu einem Reinigungsopfer für sie mache mein Blut, und nimm mein Leben als Ersatz für ihr Leben.“

In 4 Makk 17,20ff. heißt es rückblickend:

„Ja, durch das Blut jener Frommen und das Sühnemittel / die Weihegabe ihres Todes […] rettete die göttliche Vorsehung Israel.“

Die Übertragung von Sünden Israels auf einen gerechten, schuldlosen Juden drückt das vierte Gottesknechtslied aus. In Jes 53,10.12  heißt es:

„Wenn du, Gott, sein Leben als Schuldopfer einsetzt, wird er Nachkommen sehen und lange leben. […] Mein Knecht, der gerechte, macht die Vielen gerecht; er lädt ihre Schuld auf sich. Deshalb gebe ich ihm Anteil unter den Großen und mit Mächtigen teilt er die Beute, weil er sein Leben dem Tod preisgab und sich unter die Abtrünnigen rechnen ließ. Er hob die Sünden der Vielen auf und trat für die Abtrünnigen ein.“

In Vers 10 wird das hebräische Wort für Schuldopfer (ascham) verwendet. Da der Jerusalemer Tempelkult damals noch bestand, drängte sich die Frage auf, wie der Gottesknecht die Schuld jener Menschen übernehmen und sühnen konnte, für die es die Möglichkeit der Tieropfer am Tempel gab. Auch mussten Schuldopfer nach der Tora vom Priester dargebracht werden. Das Töten eines schuldlosen Menschen durch schuldige Menschen wäre also kein rechtmäßiges Schuldopfer gewesen. Darum versuchten spätere Bibelhandschriften (1 Q Isa, LXX) das stellvertretende Sühneleiden des Gottesknechts abzuschwächen oder mit dem Priesterdienst auszugleichen.

### Christentum
Im Neuen Testament (NT) wird die Lebenshingabe Jesu Christi am Kreuz als einmaliger, vollkommener „Sühnetod“ gedeutet, den er stellvertretend für Israel und die Völker erlitten, so deren Sünde übernommen und beseitigt und damit unbedingte Versöhnung der Welt mit Gott erwirkt habe. Erst spätere christliche Theologie vereinheitlichte die Vielfalt der Bilder und Vorstellungen, mit denen das Urchristentum Jesu Tod deutete, und schuf dafür kategoriale Gesamtbegriffe wie Stellvertretung, Rechtfertigung und Satisfaktion, die im NT nicht vorkommen.
Eine Sühnewirkung des Todes Jesu sagen vor allem jene NT-Texte aus, die vom griechischen Verb hilaskomai („sühnen“) abgeleitet sind und in der LXX vorgeprägte kultische Ausdrücke (hilasmos, hilastärion) auf ihn beziehen. So sagt Röm 3,25  über den Gekreuzigten:

„Ihn hat Gott aufgerichtet als Sühnemal [hilastärion] – wirksam durch Glauben – in seinem Blut, zum Erweis seiner Gerechtigkeit durch die Vergebung der Sünden, die früher, in der Zeit der Geduld Gottes, begangen wurden; …“

Man nimmt an, dass Paulus von Tarsus hier ein vorgeprägtes Bekenntnis von Judenchristen aufgriff, das Jesu Kreuzestod als Gottes Vergebung der „zuvor begangenen Sünden“ Israels, also Erneuerung des gebrochenen Bundes deutete. Paulus ergänzte deren Aussage wohl mit dem Zusatz „durch den Glauben“ und mit Röm 3,26 , der seine eigene Theologie ausdrückt: „…ja zum Erweis seiner Gerechtigkeit in der gegenwärtigen Zeit, um zu zeigen: Er selbst ist gerecht und macht den gerecht, der aus Glauben an Jesus lebt.“
1 Joh 1,7  sagt: „…das Blut seines Sohnes Jesus reinigt uns von aller Sünde.“ Daran anknüpfend folgert 1 Joh 2,2 : „Er ist die Sühne [hilasmos] für unsere Sünden, aber nicht nur für unsere Sünden, sondern auch für die der ganzen Welt.“ 1 Joh 4,10  bekräftigt: „Darin besteht die Liebe: Nicht dass wir Gott geliebt haben, sondern dass er uns geliebt und seinen Sohn als Sühne für unsere Sünden gesandt hat.“ Diese Aussagen deuten Jesu gesamte Sendung als Sühne, beziehen sich mit dem Stichwort „Blut“ aber vor allem auf seinen gewaltsamen Tod.
Dahinter steht die Theologie des Johannesevangeliums: Sie stellt Jesu Sendung in die Welt als Kampf zwischen dem Licht der Wahrheit und des Lebens mit der Finsternis der Lüge und des Todes dar. Der Kampf kulminiert im Tod Jesu, in dem scheinbar die Finsternis, in Wahrheit aber das Licht und das Leben triumphieren, weil der Sohn Gottes hier Gottes Gericht über alle Sünde trägt und so die kosmische Todesmacht besiegt. Diese Sendung Jesu drückt Joh 1,29  und nochmals in Joh 1,36  mit der Metapher aus:

„Seht, das Lamm Gottes, das die Sünde der Welt hinwegnimmt!“

Demgemäß datiert Joh 19,16.32-36  Jesu Tod in die Stunde, als im Jerusalemer Tempel die Pessach-Lämmer geschlachtet wurden.
Die Pessachopfer dienten jedoch nicht zur Sühne für religiöse Vergehen, sondern zum Dank für die erfahrene Rettung aus der Sklaverei, die dann im gemeinsamen Verzehr der geopferten Tiere gefeiert wurde. Demgemäß bezeichnet Paulus Jesus in 1 Kor 5,7  als pascha, um das neue befreite Leben der Christen zu begründen. Joh 1,29 bezeichnet das „Lamm Gottes“ mit dem griechischen Wort amnos: Es bezeichnet in der LXX das tamid-Opfer in Ex 29,38-42 . Das Verb „wegnehmen“ oder „wegtragen“ (griech. arein) bezeichnet gar kein kultisches Opfer, sondern gemäß Mi 7,18  (LXX) Gottes zukünftiges, umfassendes, endgültiges Beseitigen und Vernichten der Sünde durch unvergleichliche Vergebung. Dieses Verb steht auch in 1 Joh 3,8 : „Der Sohn Gottes aber ist erschienen, um die Werke des Teufels zu zerstören.“ So zeichnen diese Deuteworte Jesu Tod in die Exodustradition Israels ein, deren befreiende Wirkung der Sohn Gottes durch seine Selbsthingabe in den stellvertretenden Gerichtstod über jedes kultische Opfer hinaus auf die ganze Welt ausgeweitet habe.
Diese universale befreiende Vergebung ist im NT wie in der hebräischen Bibel Gottes eigenes, exklusives Werk. In Jesu Tod offenbart Gott laut Joh 3,16  sein wahres Wesen als „Dahingabe“:

„Denn Gott hat die Welt so sehr geliebt, dass er seinen einzigen Sohn hingab, damit jeder, der an ihn glaubt, nicht verloren geht, sondern ewiges Leben hat.“

Die „Dahingabe“-Aussagen sind vom griechischen Verb paradidonai abgeleitet, das in der LXX meist Gottes Ausliefern an das Zorngericht bezeichnet. Im NT sind Dahingabe-Aussagen weit häufiger und älter als explizite „Sühne“-Aussagen. Sie stammen aus der Tradition der urchristlichen Herrenmahl-Feier (Mk 14,24 ) und können auf echte Eigenaussagen des Jesus von Nazaret wie Mk 10,45  zurückgehen:

„Denn auch der Menschensohn ist nicht gekommen, um sich dienen zu lassen, sondern um zu dienen und sein Leben hinzugeben als Lösegeld für viele.“

Auch im NT ist Gott der, der die Versöhnung schafft, die sonst kein Mensch erbringen konnte: „Gott versöhnte in Christus die Welt mit sich selbst…“ (2 Kor 5,19 ). Die Reformatoren Martin Luther, Ulrich Zwingli, Johannes Calvin und andere entdeckten diese Botschaft neu und rückten sie als „Evangelium“ von der „Rechtfertigung des Sünders durch Christus allein und allein aus Gnade“ ins Zentrum der Lehre und des Lebens der Kirche. Zugleich verwarfen sie alle Praktiken der „Werkgerechtigkeit“, mit denen Menschen versuchen, sich durch Sühneleistungen „Verdienste“ und Anspruch auf Gnade Gottes zu erwerben.

## Rechtskontext
Im modernen Verwaltungsrecht ist Sühne analog zu Buße oder Strafe definiert als ein Ausgleich für ein schuldhaft verursachtes Ungleichgewicht, wenn keine direkte Wiedergutmachung möglich ist. Indem die Sühne eine Schuld abträgt und eine Strafe verbüßt, soll die vom Unrecht betroffene Person Genugtuung erleben. Sofern die Strafe dies nicht ausreichend leistet, können schuldige oder sich schuldig fühlende Personen eine zusätzliche Sühneleistung wünschen oder erbringen.
Anders als Strafe und Buße bzw. Wiedergutmachung umfasst „Sühne“ im strengen Sinn auch die Einsicht des Bestraften in seine Schuld und seine aktive Übernahme der Ausgleichsleistung. Die germanische Rechtstradition, aus der das Wort „Sühne“ stammt, betont die reaktive Vergeltung einer Übeltat: Die erforderliche Sühne (Strafe) soll dem Täter absichtlich ein Übel zufügen, um seinen willentlichen Verstoß gegen eine Rechtsnorm zu vergelten.